# جون توماس غريفيث
جون توماس غريفيث (بالإنجليزية: John Thomas Griffith)‏ هو مغني وكاتب أغاني ومغن مؤلف أمريكي، ولد في 3 أبريل 1960 في لوبوك في الولايات المتحدة.

## وصلات خارجية
- جون توماس غريفيث على موقع IMDb (الإنجليزية)
- جون توماس غريفيث على موقع ميوزك برينز (الإنجليزية)
- جون توماس غريفيث على موقع أول ميوزيك (الإنجليزية)
- جون توماس غريفيث على موقع ديسكوغز (الإنجليزية)
- الموقع الرسمي